# السيد ميومبكيري وزوجته بوجونوكا، ابنهما نتولانالوو وابنته بوليهوالي
السيد ميومبيكيري وزوجته بوغونوكا وابنهما نتولانالو وابنة بوليهوالي (بالإنجليزية:Mr. Myombekere and His Wife Bugonoka, Their Son Ntulanalwo and Daughter Bulihwali)(العنوان الأصلي: بوانا ميومبيكيري نا بيبي بوغونوكا، نتولانالو نا بوليهوالي) هي رواية للمؤلف التنزاني أنيسيتي كيتريزا. 

## وصف
الرواية عبارة عن قصة حب تصور تاريخ عائلة كيريوية عبر ثلاثة أجيال. نشرت لأول مرة في عام 1981 باللغة السواحيلية من قبل دار النشر التنزانية، ولكنها أُنهيت في الأصل في عام 1945 بلغة الكاتب كيتريزا الأم الكيريوي. نظرًا لعدم رغبة أي دار نشر بنشر الرواية بلغة كيريوي المهددة بالزوال، قام كيتريزا نفسه بترجمة الرواية إلى اللغة السواحيلية قبل وفاته بفترة قصيرة، واستغرق العثور على ناشر 35 عامًا. منذ ذلك الحين، تُرجمت الرواية إلى اللغة الإنجليزية والألمانية والسويدية. الرواية هي الوحيدة التي كُتبت بلغة كيريوي، وهي الرواية الأكثر شمولاً عن الحياة والعادات ما قبل الاستعمار والتي نشرت باللغة الأفريقية.
نُشرت الترجمة الألمانية على جزأين مع وجود عناوين وملاحظات تشرح الخلفية الثقافية واللغوية التي قد يحتاجها القارئ. الترجمة السويدية مبنية على النسخة الألمانية، ولكن تم نشر الجزء الأول فقط. الترجمة الإنجليزية من عام 2002 ترجمت بواسطة غابرييل روومبيكا مباشرة من الكيريوي إلى اللغة الإنجليزية ؛ وبذلك تكون الترجمة الوحيدة التي لم تمر عبر اللغة السواحيلية.